# François Ratier (rugby à XV)
Pour les articles homonymes, voir Ratier.
Pour l'homme politique du XIXe siècle, voir François Ratier.
Pas d'image ? Cliquez ici

a Compétitions nationales et continentales officielles uniquement.

Dernière mise à jour le 14 août 2014.
François Ratier, né le 12 août 1972 à La Rochefoucauld (Charente), est un joueur et entraîneur franco-canadien de rugby à XV.
Installé au Canada à partir de 2003, il conduit l'équipe nationale féminine en finale de la Coupe du monde 2014 et à la cinquième place en 2017. Il exerce ensuite comme entraîneur-chef de l'Académie nationale XV, puis comme directeur général de Rugby Québec.
En 2023, il rentre en France prendre les rênes des Lionnes du Stade bordelais, club évoluant en championnat de France Élite 1.

## Biographie
François Ratier naît le 12 août 1972 à La Rochefoucauld en Charente. Il pratique le rugby à XV dans les années 1990, jouant au poste d'ailier au SC Angoulême. Il obtient un brevet d'état d'éducateur sportif au CREPS de Poitiers et devient entraîneur du club de La Rochefoucauld et des Juniors du SC Angoulême.
En 2003, il part au Canada rejoindre le staff du Rugby Club de Montréal. Il choisit de s'installer au Québec l'année suivante, et entraîne le club jusqu'en 2008. Intégré à la fédération canadienne, il entraîne aussi l'équipe de l'université Concordia et ponctuellement celle de l'université d'Harvard aux États-Unis.
Il obtient la nationalité canadienne en 2012 et devient l'année suivante l'entraîneur en chef de l'équipe du Canada féminine de rugby à XV.
Le Canada dispute la Coupe des Nations, en août 2013, au Colorado, qu'il remporte.
En novembre 2013, le Canada fait une tournée en France et en Angleterre. Pour préparer la Coupe du monde 2014, une autre tournée dans l'hémisphère Sud a lieu au début de l'été 2014, avec une victoire 22 à 0 face aux Australiennes et deux revers face à la Nouvelle-Zélande 16 à 8 et 33 à 21.
Lors de la Coupe du monde 2014 en France, le Canada se qualifie pour les demi-finales après deux victoires et un match nul concédé contre l'Angleterre (13-13) en match de poule. Le Canada se qualifie pour la finale en battant les Françaises 18 à 16. C'est la première fois que le Canada parvient à ce stade de la compétition et c'est seulement la quatrième nation à réaliser cette performance.
Après la démission fin 2015 de Kieran Crowley, François Ratier devient par intérim l'entraîneur en chef de l'équipe masculine canadienne et la mène à la troisième place de l'Americas Rugby Championship 2016. En septembre 2016, il est nommé entraîneur-chef de l'Académie nationale XV, où il dirige les programmes juniors nationaux tant masculins que féminins et participe à l'entraînement de l'équipe nationale senior masculine à Langford en Colombie-Britannique. En 2018, il devient directeur général et technique de Rugby Québec.
Il entraîne en 2021 les Arrows de Toronto.
Pendant l'été 2023, François Ratier est recruté par la section féminine du Stade bordelais pour entraîner l'équipe des Lionnes, fraîchement sacrée championne de France.

## Palmarès

### En équipe nationale féminine du Canada
- Nations Cup 2013 (champions)
- Can-Am Cup 2014,2016 et 2017 (champions)

- Coupe du monde 2014 (finaliste)
- Women's Rugby Super Series 2016 (champions)
- Coupe du monde 2017 (5e place)

### En équipe nationale masculine du Canada
- Americas Rugby Championship 2016 (3e place)

### En Club
- Stade bordelais (rugby à XV, féminines)

- Champion de France Élite 1 2023/24
- Champion de France Élite 1 2024/25
- Finaliste de la Coupe de France 2023/24